# Jak býti dobrou ženou
Jak býti dobrou ženou (v originále La Bonne Épouse) je francouzský hraný film z roku 2020, který režíroval Martin Provost podle vlastního scénáře. Snímek měl světovou premiéru dne 15. ledna 2020.

## Děj
V roce 1967 v obci Bœrsch v Alsasku Paulette Van Der Beck vede soukromou školu pro hospodyně. Pomáhá jí Marie-Thérèse, jeptiška, bývalá odbojářka a ctitelka generála de Gaulla, a Gilberte, její švagrová, učitelka vaření a fanynka zpěváka Adama. Připravují své studentky na to, aby byly dobrými manželkami, to znamená ženy v domácnosti podřízené svým budoucím manželům.
Když Robert, Paulettin manžel a Gilbertin bratr, náhle zemře, je Paulette nucena ponořit se do účetnictví školy. Zjistí, že škola je na pokraji bankrotu, zejména proto, že Robert začal hrát hazardní hry. S pomocí André Grunvalda, jejího bankéře a lásky z dětství, se snaží věci zvrátit.
André je stále zamilovaný do Paulette a začne spolu vztah. Jedna ze studentek ve škole zjistí, že má být vdaná za mnohem staršího muže a pokusí se o sebevraždu. To Paulette přivede k pochybnostem o jejím vidění světa.
Škola je vybrána k účasti na veletrhu domácích potřeb v Paříži, což je pro studentky jedinečná příležitost cestovat. Studentky a učitelé odjíždějí autobusem do Paříže, ale cestu musí přerušit. Kvůli událostem z května 68 už není benzín a silnice jsou zablokované.

## Obsazení
| Juliette Binocheová | Paulette Van der Beck |
| Yolande Moreau      | Gilberte Van der Beck |
| Noémie Lvovsky      | Marie-Thérèse         |
| Édouard Baer        | André Grunvald        |
| François Berléand   | Robert Van der Beck   |
| Marie Zabukovec     | Annie Fuchs           |
| Anamaria Vartolomei | Albane des Deux-Ponts |
| Lily Taieb          | Yvette Ziegler        |
| Pauline Briand      | Corinne Schwartz      |
| Armelle             | Christiane Rougemont  |
| Marie Cornillon     | Marie-Jo Lorentz      |
| Élise Girard        | žákyně                |
| Julien Sibre        | asistent              |
| Stéphane Bissot     | Raymonde              |

## Ocenění
- César: nejlepší kostýmy (Madeline Fontaine); nominace v kategoriích nejlepší herečka ve vedlejší roli (Noémie Lvovsky, Yolande Moreau), nejlepší herec ve vedlejší roli (Édouard Baer), nejlepší výprava (Thierry François)